# Pterogeniidae
Čeleď Pterogeniidae je malá skupina brouků žijících v Jižní Azii a Indonésii.

## Taxonomie
- rod Anogenius
  - Anogenius clypealis  – Malajsie
- rod 'Histanocerus Motschulsky, 1858
- rod Hydromalion
- rod Katagenius Burckhardt & Löbl, 1992
- rod Kryptogenius Burckhardt & Löbl, 1992
  - Kryptogenius acericornis Burckhardt & Löbl, 1992
  - Kryptogenius bidentatus Burckhardt & Löbl, 1992
- rod Laenagenius Löbl, 2005
  - Laenagenius apterus Löbl, 2005 - Kina
- rod Pterogenius Candéze, 1861
  - Pterogenius nietneri Candeze, 1861
- rod Tychogenius Burckhardt & Löbl, 1992